# 皮埃尔-埃默里克·奥巴梅扬
比艾爾-艾美歷克·埃米利亞諾·弗朗索瓦·奧巴美揚（法語：Pierre-Emerick Emiliano François Aubameyang，發音：[pjɛʁ ɛməʁik obaməjɑ̃ɡ]；1989年6月18日—），是一名加蓬職業足球員，司職前锋或翼鋒，目前效力於法甲球隊馬賽，并代表加蓬国家队参加国际比赛。
奧巴美揚於意甲球隊AC米兰開始其職業生涯，先後被外借至4支球隊，最終於2011年正式轉會至法國的聖伊天。贏得2012年至2013年法國聯賽盃後，奧巴美揚轉會至德甲球隊多蒙特，並隨隊贏得2013年及2014年的德國超級盃。及後輾轉加盟英超倫敦雙雄阿仙奴與車路士及西甲班霸巴塞隆拿，協助巴塞奪冠2022/23球季西甲聯賽冠軍。
於國家隊方面，奧巴美揚曾為法國U-21上陣1次，其後為加蓬国家队上陣。自2009年為國家隊首次上陣後，他曾代表球隊上陣3屆非洲國家盃和2012年夏季奧林匹克運動會男子足球比賽的賽事。
2015年，奧巴美揚贏得當屆的非洲足球先生，成為首位贏得此獎項的加蓬人。2016年12月，衛報評選他為全球第8佳的足球員。奧巴美揚是前加蓬國腳兼隊長老皮埃爾·奧巴美揚（Pierre Aubameyang Snr.）的兒子。

## 球員生涯

### AC米蘭
2007年1月，奧巴美揚加入AC米兰的青年軍。8月，他隨隊參加了2007冠軍青年盃的賽事，最終以第4名完成賽事。於此次的比賽中，奧巴美揚的表現吸引了球探們的注意，他6場比賽中攻入7球。賽事完結後，他獲得代表賽事神射手的羅伯特·貝特加獎（Roberto Bettega Trophy）。

### 迪安（外借）
2008-09賽季，奧巴美揚被外借至法國球會第戎，以獲得一線隊的上陣機會。他在球隊的表現使他在2009年夏季登上《世界足球》的「跟踪天才」（Talent Scout）專欄。全季，奧巴美揚於各項比賽中攻入10球，助攻2次（於聯賽攻入8球，助攻2次；於法國聯賽盃則攻入2球）。時任領隊丹尼爾·
約瑟夫（Daniel Joseph）表示「考慮到皮埃尔（奧巴美揚）只有18歲，他的表現令人印象十分深刻。他擁有很好的身體質素，願意衝擊對方的後防線。奧巴美揚有一段長時間讓他成長。」

### 里爾（外借）
2009年6月24日，奧巴美揚被外借至法甲球會里爾，但他的表現並沒有去季般良好，只能於14場聯賽比賽中攻入2球，其中4場為正選上陣的比賽。

### 摩納哥（外借）
翌季，奧巴美揚再次被外借，加盟同屬法甲的摩納哥。2010年8月21日，他於作客對陣朗斯的比賽中攻入轉會後首球，再於8日後主勝歐塞爾2比0的比賽攻入1球。2011年1月，奧巴美揚效力摩納哥半年後，被外借至聖伊天。最終，他於本賽季共攻入4球，助攻3次。7月，聖伊天延長其租借合約至2011-12賽季整季。

### 聖伊天

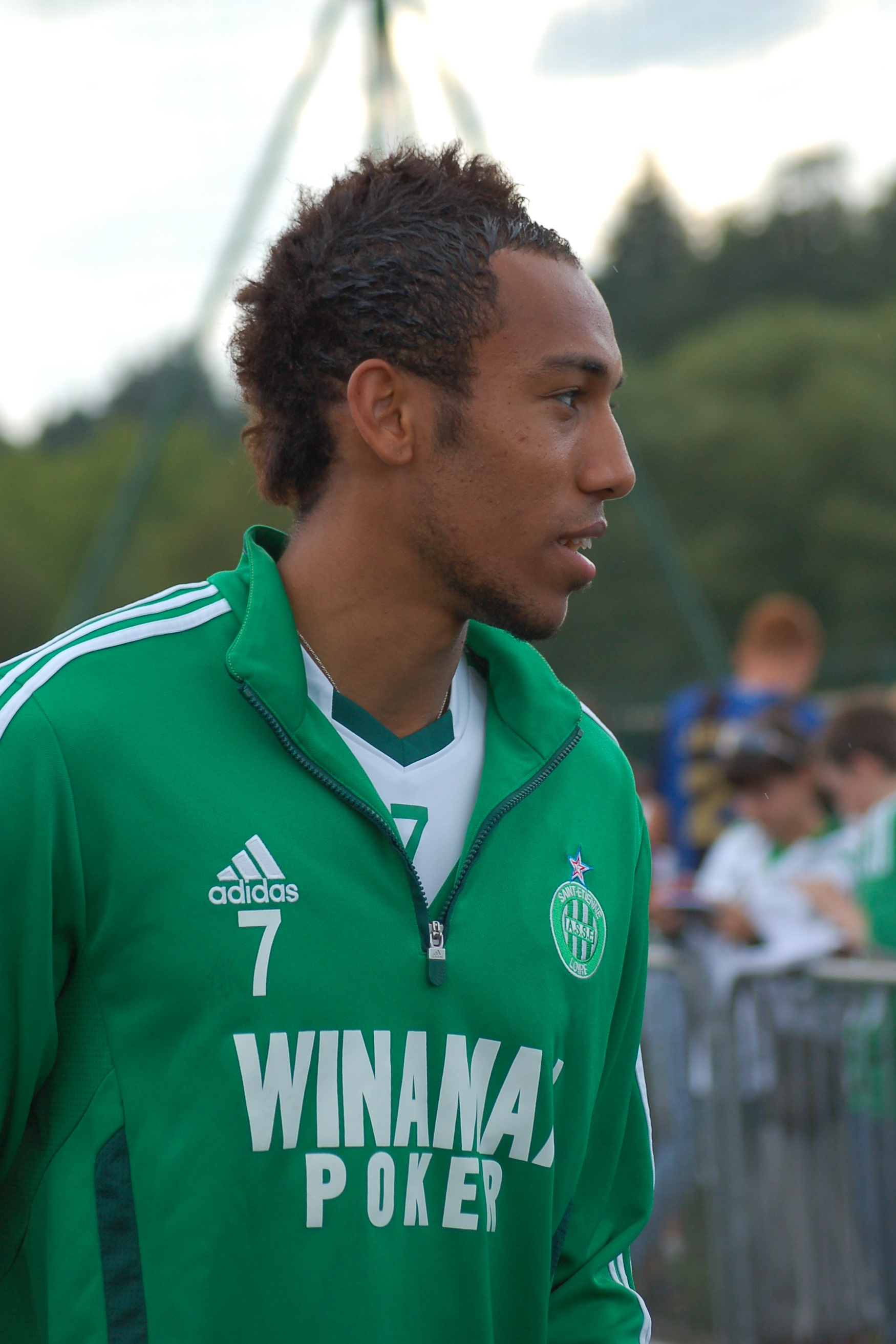
2011年，效力聖伊天時的奧巴美揚

2011年12月22日，奧巴美揚正式轉會至聖伊天，迅即成為正選球員，獲分派7號球衣。2012年2月，他在對陣羅連安特時完成職業生涯首個帽子戲法。奧巴美揚攻入球隊作客比賽的一半入球，並以16個入球成為聯賽神射手。
於對陣里昂的賽前，奧巴美揚曾穿着鑲有施華洛世奇水晶的球靴進行熱身。2013年4月20日，他於2012年至2013年法國聯賽盃決賽中出任正選，最終球隊以1比0小勝奪冠。全季，他於各項賽事攻入18球，交出7次助攻。
2012-13賽季，奧巴美揚以19個聯賽入球，成為法甲次席神射手，僅落後。於37場上陣的比賽中，他亦交出8次助攻。這季被視為奧巴美揚突破的一年，入選了法甲最佳陣容，以及當選成為法甲最佳非洲球員。

### 多特蒙德

#### 2013-14賽季

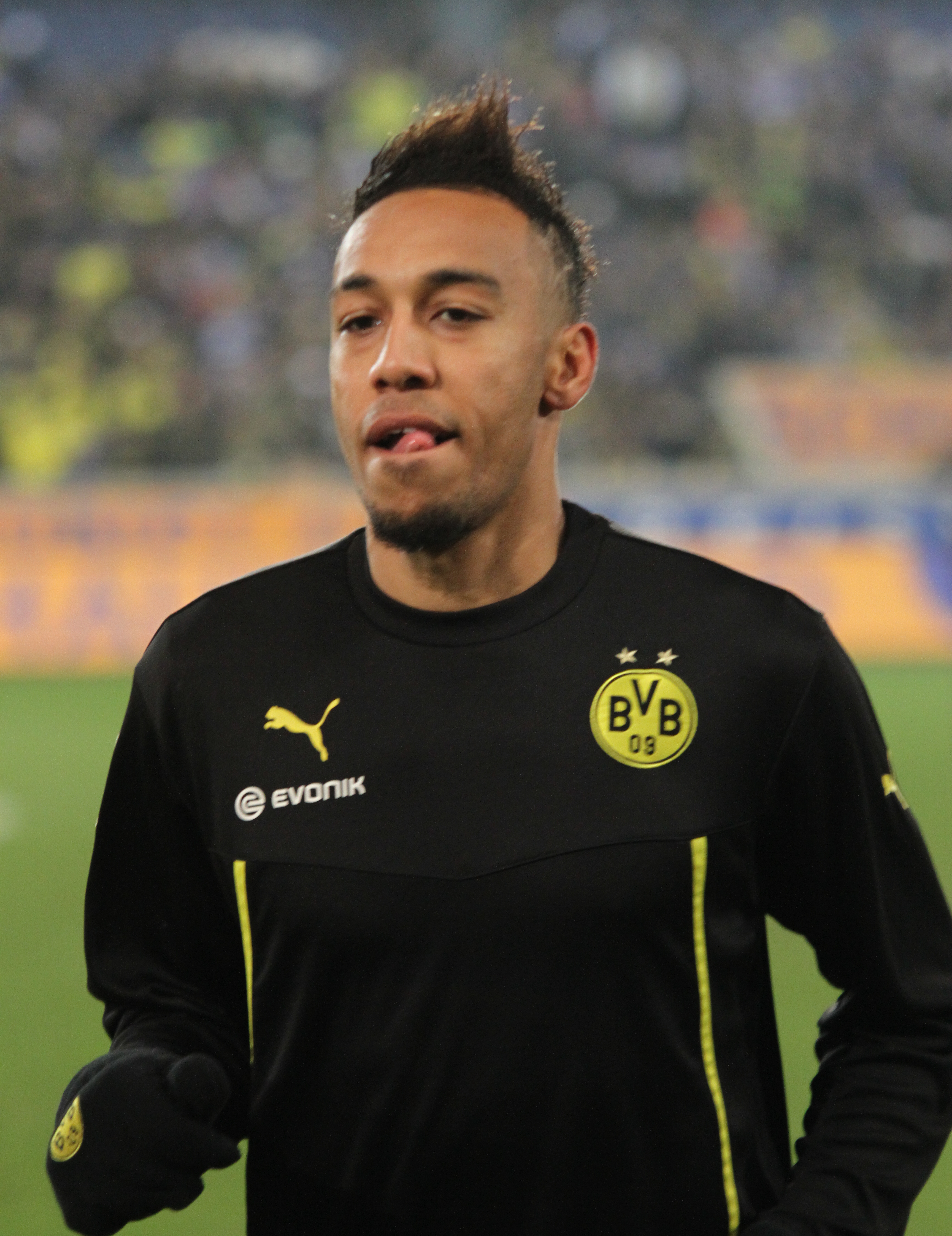
2014年，為多蒙特上陣時的奧巴美揚

2013年7月4日，奧巴美揚加盟德甲球會多特蒙德，簽約5年。27日，他在2013年德国超级杯對陣拜仁慕尼黑的比賽中首次上陣，奧巴美揚於比賽最後18分鐘後備入替，並交出助攻予，最終多蒙特德以4比2勝出，奪得該屆的德國超級盃冠軍。8月10日，他於德甲首戰對陣奥格斯堡的比賽中上演帽子戲法。比賽中，他於德甲的首次射門便取得入球，亦成為首位效力德甲球會的加蓬人。11月27日，奧巴美揚於對陣拿玻里時攻入首個歐洲聯賽冠軍盃入球。其後，他在德国足协杯對陣1860慕尼黑時射入一記十二碼，帶領球隊晉級。全季，奧巴美揚於聯賽攻入13球，各項賽事總計則攻入16球。

#### 2014-15賽季

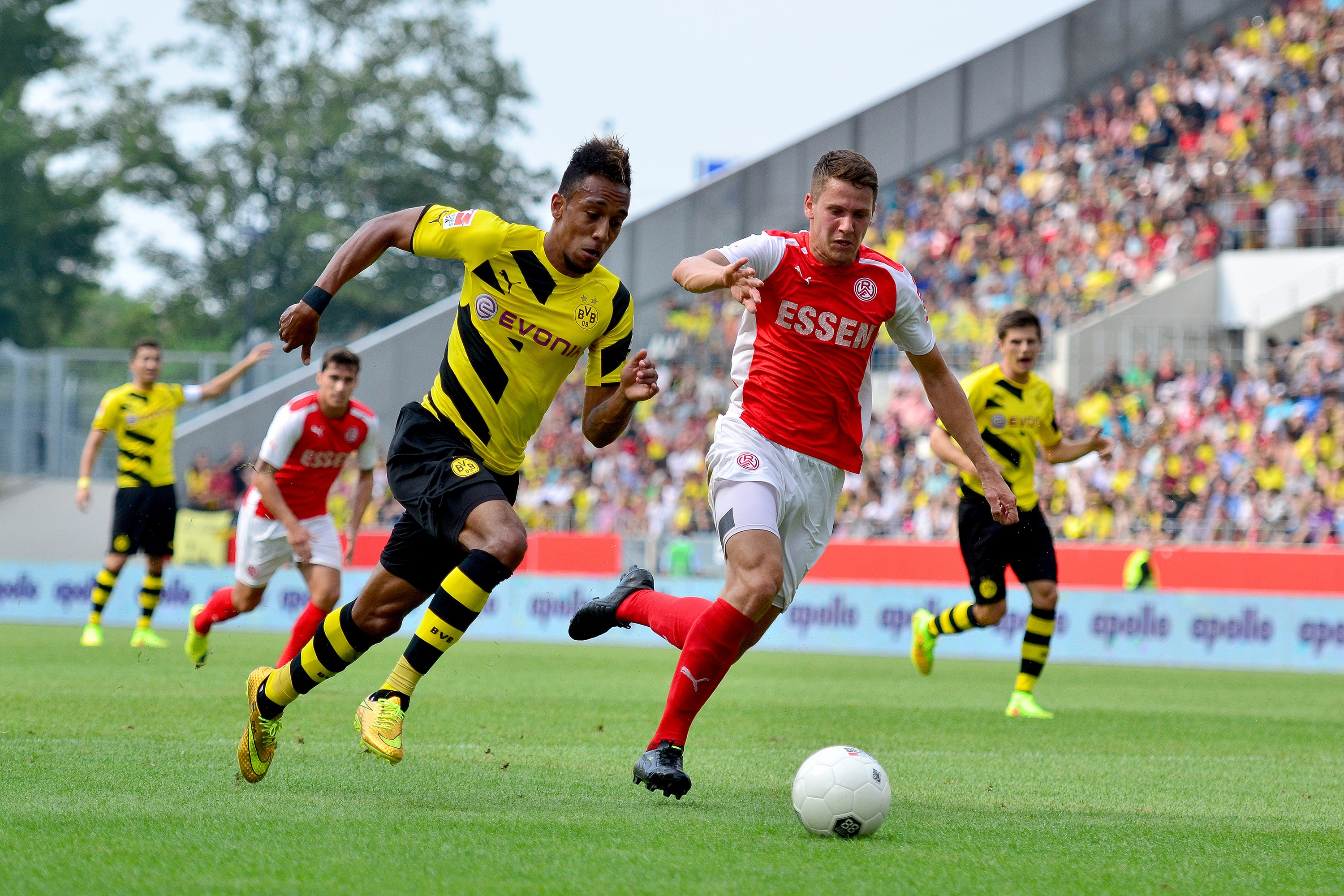
2014年7月，對陣红白埃森時的奧巴美揚

2014年8月13日，奧巴美揚在2014年德国超级杯對陣拜仁慕尼黑時，先交出助攻予姆希塔良，再射入一球，協助球隊以2比0取勝，奪得冠軍。入球後，他戴上印有圖樣的面罩慶祝入球。次場，多蒙特於德国足协杯迎戰斯特加踢球者的比賽中，奧巴美揚於下半場梅開二度，並助攻，帶領球隊以4比1大勝。9月13日，奧巴美揚在主勝弗赖堡3比1的比賽中，射入本賽季首個聯賽入球。3日後，他在歐洲聯賽冠軍盃出戰對陣阿仙奴的比賽時攻入1球，協助球隊淨勝2比0。
本賽季，奧巴美揚於各項賽事上陣46場，攻入25球，包括於本屆德國足協盃決賽攻入1球，但球隊於柏林奧林匹克體育場以1比3不敵禾夫斯堡屈居亞軍。

#### 2015-16賽季
2015年7月31日，奧巴美揚簽下一份直至2020年完結的新合約，並表示「身體每一部份都想留在這裡，我並沒有想過要離開」。8月20日，多蒙特在欧足联欧洲联赛外圍賽第三圈首回合的比賽中，奧巴美揚梅開二度，協助球隊在作客落後0比3下，完場時以4比3反勝對手。
9月23日，奧巴美揚在客和賀芬咸1比1的比賽中取得進帳後，成為德甲歷史上首位首六場比賽皆有入球的球員。其後，他把紀錄延伸至8場，在對陣達斯泰特和拜仁慕尼黑的比賽中均取得入球。他於對陣的比賽中終止了連續入球的紀錄，但球隊仍以2比0取得勝利。
10月22日，奧巴美揚在欧足联欧洲联赛對陣卡巴拉的比賽中完成帽子戲法；3日後，他在對陣奧格斯堡時再次完成帽子戲法，最終多蒙特以5比1大勝對手。11月8日，他在魯爾區德比對陣沙尔克04的比賽中攻入致勝的入球。於德甲進行至一半時，他以17場18個入球成為聯賽的半程神射手。
2016年1月30日，奧巴美揚於聯賽對陣恩高斯達特時梅開二度，協助球隊主勝2比0。他在2015-16赛季德国杯八強客勝史特加3比1的比賽中入球後，於各項賽事累計攻入30球。本場比賽中，奧巴美揚亦助攻予和姆希塔良。
3月10日，奧巴美揚在欧足联欧洲联赛十六強對陣托特纳姆热刺兩回合的比賽中，合共攻入3球，全季累計共射入35球。4月30日，他在對陣禾夫斯堡的聯賽比賽中梅開二度，帶領球隊以5比1勝出，最終他於本季聯賽攻入25球，僅次於拜仁慕尼黑的。

#### 2016-17賽季

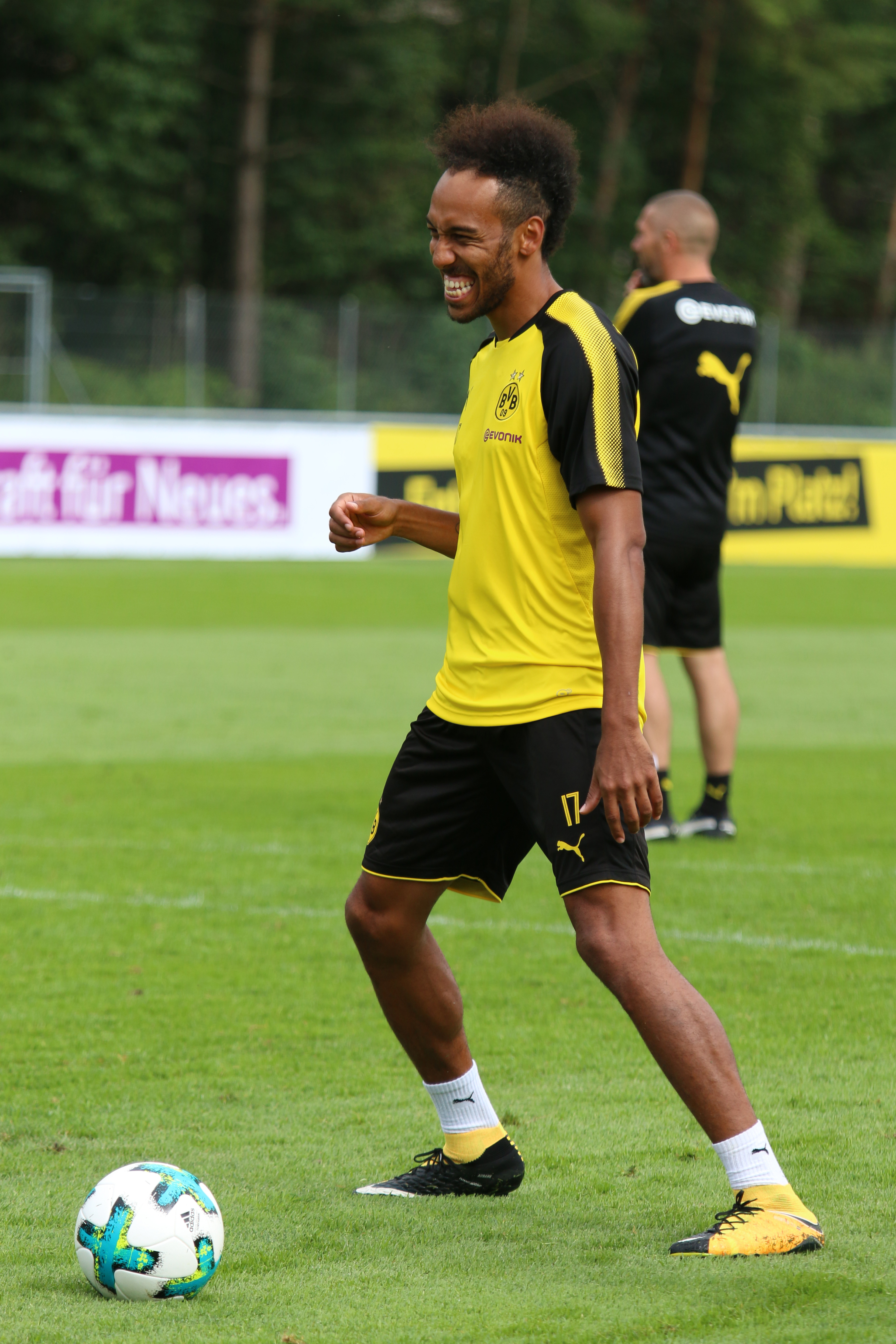
2017年效力多蒙特時進行訓練的奧巴美揚

2016年8月27日，奧巴美揚於聯賽揭幕戰對陣美因茨時梅開二度，助球隊以2比1取勝。9月20日，他在對陣沃尔夫斯堡時再次梅開二度。奧巴美揚在3日後對陣升班馬弗賴堡時再進1球，追平的入球數目。10月22日，因隊長受傷，奧巴美揚在對陣因戈尔施塔特時首次出任隊長，並攻入1球，最終雙方以3比3戰和。

### 阿仙奴
2018年1月31日，奧巴美揚以5600萬鎊的價錢轉會至英超球隊阿仙奴，打破球會轉會費紀錄。

#### 2017-18賽季
奧巴美揚於主勝愛華頓5比1的比賽中首次代表球隊上陣，並接應前多蒙特隊友姆希塔良的直傳，挑過門將攻入轉會後首個入球。在客負白禮頓2比1的比賽中，他首次於作客比賽中入球。3月11日，他在對陣屈福特時交出首個助攻予米希達恩，並扭過門將射入空門，助球隊以3比0大勝。4月1日，奧巴美揚在主勝史篤城3比0的比賽中梅開二度，並讓出1次十二碼機會予拉卡傑特施射，最終拿卡錫迪成功入球。奧巴美揚成為球會首位頭6場比賽攻入5球的球員。
於前領隊執教的最後一場主場賽事，他交出2個入球1個助攻，助球隊以5比0大勝般尼。他其後於對陣哈德斯菲尔德時攻入全場唯一一個入球。最終，奧巴美揚以攻入10個入球完結賽季，並成為雲加執教時最後一位入球的球員。

#### 2018-19赛季
於新賽季，奧巴美揚於客勝卡迪夫城3比2的比賽中攻入1球，他接應拉卡傑特的彈球，於禁區外彎過門將入網。這個入球是他連續於禁區內攻入76球後首個禁區外入球，亦是他第150個球會入球。其後，他於主勝禾斯克拉4比2的比賽中首次代表球隊於歐洲賽事上陣，並且梅開兩度，最終於第57分鐘由入替。
自2018年2月加盟阿仙奴，他攻入16個入球，平均每104.6分鐘射入1球，成為聯賽史上最佳紀錄。於北倫敦打吡主勝托特纳姆热刺4比2的比賽中，奧巴美揚攻入2球，亦助攻攻入轉會首球，令他成為首位本賽季攻入10球的球員。於歐足總歐洲聯賽四強對陣華倫西亞的比賽中，奧巴美揚於兩回合的比賽中分別攻入1球和3球，助球隊於13年後再度晉級歐洲賽事決賽。他亦成為首位於四強賽事完成帽子戲法的阿仙奴球員。於英超最後一輪比賽中，他對陣般尼時梅開二度，以22個入球與利物浦的和共同奪得英超金靴。

#### 2019-20赛季
2019年11月6日，奧巴美揚被時任領隊烏奈·埃梅里委任為球隊隊長。
2020年7月18日，奧巴美揚於英格蘭足總盃四強對陣曼城的比賽中梅開二度，球隊最終以2比0晉級決賽；8月1日的決賽，他再次梅開二度，分別射入1球十二碼和反超前的入球，助球隊以2比1擊敗車路士，贏得轉會後首個錦標。

#### 2020-21赛季
2020年8月29日，奧巴美揚於英格蘭社區盾對陣利物浦的比賽中正選上陣，奧巴美揚在上半場13分鐘為球隊踢進一球，其後在雙方於法定時間賽和1比1後，他於互射十二碼階段射入最後一輪十二碼，助球隊以5比4擊敗對手，贏得社區盾杯冠軍。。
2020年9月15日，奧巴美揚與球會續約。

### 巴塞隆拿
2022年1月31日，在冬季轉會窗死線最後一日，奧巴美揚與阿仙奴解約，以換取免費加盟西甲球隊巴塞隆拿，並接受大幅度降薪。
2022年2月2日，奧巴美揚與巴塞隆拿正式簽約。
2022年2月20日，巴塞隆拿對陣華倫西亞，奧巴美揚取得他的首個西甲入球且連中三元。

### 車路士
2022年9月2日，奧巴美揚轉會至車路士，雙方簽約兩年。巴塞隆拿確認轉會費高達1200萬歐元（1030萬英鎊）。同年9月6日，在歐冠分組賽中首次代表車路士出場，幫助球隊主場1比0擊敗萨格勒布迪纳摩。10月1日，在客場2比1擊敗水晶宫的比賽中獻上車路士生涯首球。歐冠分組賽階段兩次對陣前東主AC米蘭，有兩球進賬；淘汰賽階段未入選主教練格雷厄姆·波特的25人大名單。

### 馬賽
2023年7月21日，奧巴美揚離開車路士，轉會到法國球會马赛奥林匹克，簽約三年。8月12日，在2比1戰勝蘭斯的比賽中替補出場，獻上馬賽處子秀。三天后，在對陣帕纳辛奈科斯的歐冠外圍賽第三圈比賽中率先梅開二度，為球隊打開局面；惟球隊在下半場補時階段送出十二碼，給對手2比2打平，最終在互射十二碼階段3比5落敗，淘汰出局。
2023年12月，馬賽在法甲創下五輪不敗的戰績，期間奧巴美揚攻入4球、助攻4次，獲得法甲月度最佳球員稱號。2月22日，奧巴美揚在馬賽3比1擊敗頓內次克礦工的比賽中破門，歐霸杯累計進球31粒，超越累計30粒的拉达梅尔·法尔考，成為歐霸杯歷史最佳射手。

### 艾卡迪斯亞
2024年7月18日，沙特職業聯賽升班馬艾卡迪斯亞確認奥巴梅扬加盟，雙方簽約兩年。

## 國家隊生涯
奧巴美揚於效力迪安的一季由於表現出色而獲邀加入義大利U19，但他卻在2009年2月首次代表法國U21上陣友賽突尼西亞。
2009年3月24日時任加蓬國家隊教練阿兰·吉雷瑟挑選奧巴美揚與其弟弟威利入伍備戰對摩洛哥的世界盃非洲區第三階段外圍賽，跟隨其父親老皮埃爾及哥哥卡迪連拿的腳步為國效勞，3月28日他獲派正選上陣並首開記錄，加蓬作客以2-1獲勝奏凱而回。
2012年非洲國家盃加蓬成為聯合主辦國之一而直接晉級決賽週，奧巴美揚成為球隊的主力前鋒，於3場分組賽各射入1球，以3個入球成為賽事神射手之一。加蓬3戰3勝順利晉級半準決賽於2月5日對陣馬里，他助攻予隊友先拔頭籌並有一記射球中柱，賽事於加時賽後仍然1-1平手，要憑互射十二碼分勝負，奧巴美揚主射的第四輪被對方門將救出，於馬里5射全中後被淘汰出局。

## 生涯統計

### 球會
最後更新：2025年4月18日
| 球會           | 賽季     | 聯賽     | 聯賽 | 聯賽 | 盃賽 | 盃賽 | 聯賽盃 | 聯賽盃 | 歐洲賽事 | 歐洲賽事 | 其他 | 其他 | 總計 | 總計 |
| 球會           | 賽季     | 聯賽     | 出場 | 入球 | 出場 | 入球 | 出場   | 入球   | 出場     | 入球     | 出場 | 入球 | 出場 | 入球 |
| -------------- | -------- | -------- | ---- | ---- | ---- | ---- | ------ | ------ | -------- | -------- | ---- | ---- | ---- | ---- |
| AC米兰         | 2007-08  | 意甲     | 0    | 0    | 0    | 0    | —      | —      | 0        | 0        | 0    | 0    | 0    | 0    |
| 第戎（外借）   | 2008-09  | 法乙     | 34   | 8    | 4    | 2    | 1      | 0      | —        | —        | —    | —    | 39   | 10   |
| 里爾（外借）   | 2009-10  | 法甲     | 14   | 2    | 0    | 0    | 1      | 0      | 9        | 0        | —    | —    | 24   | 2    |
| 摩納哥（外借） | 2010-11  | 法甲     | 19   | 2    | 1    | 0    | 3      | 0      | —        | —        | —    | —    | 23   | 2    |
| 聖伊天         | 2010-11  | 法甲     | 14   | 2    | —    | —    | —      | —      | —        | —        | —    | —    | 14   | 2    |
| 聖伊天         | 2011-12  | 法甲     | 36   | 16   | 0    | 0    | 2      | 2      | —        | —        | —    | —    | 38   | 18   |
| 聖伊天         | 2012-13  | 法甲     | 37   | 19   | 4    | 2    | 4      | 0      | —        | —        | —    | —    | 45   | 21   |
| 聖伊天         | 總計     | 總計     | 87   | 37   | 4    | 2    | 6      | 2      | —        | —        | —    | —    | 97   | 41   |
| 多蒙特         | 2013-14  | 德甲     | 32   | 13   | 6    | 2    | —      | —      | 9        | 1        | 1    | 0    | 48   | 16   |
| 多蒙特         | 2014-15  | 德甲     | 33   | 16   | 4    | 5    | —      | —      | 8        | 3        | 1    | 1    | 46   | 25   |
| 多蒙特         | 2015-16  | 德甲     | 31   | 25   | 4    | 3    | —      | —      | 14       | 11       | —    | —    | 49   | 39   |
| 多蒙特         | 2016-17  | 德甲     | 32   | 31   | 4    | 2    | —      | —      | 9        | 7        | 1    | 0    | 46   | 40   |
| 多蒙特         | 2017-18  | 德甲     | 16   | 13   | 1    | 3    | —      | —      | 6        | 4        | 1    | 1    | 24   | 21   |
| 多蒙特         | 總計     | 總計     | 144  | 98   | 19   | 15   | —      | —      | 46       | 26       | 4    | 2    | 213  | 141  |
| 阿森纳         | 2017-18  | 英超     | 13   | 10   | —    | —    | 1      | 0      | —        | —        | —    | —    | 14   | 10   |
| 阿森纳         | 2018-19  | 英超     | 36   | 22   | 1    | 1    | 2      | 0      | 12       | 8        | —    | —    | 51   | 31   |
| 阿森纳         | 2019-20  | 英超     | 36   | 22   | 2    | 4    | 0      | 0      | 6        | 3        | —    | —    | 44   | 29   |
| 阿森纳         | 2020-21  | 英超     | 29   | 10   | 1    | 1    | 0      | 0      | 8        | 3        | 1    | 1    | 39   | 15   |
| 阿森纳         | 2021-22  | 英超     | 14   | 4    | 0    | 0    | 1      | 3      | —        | —        | —    | —    | 15   | 7    |
| 阿森纳         | 總計     | 總計     | 128  | 68   | 4    | 6    | 4      | 3      | 26       | 14       | 1    | 1    | 163  | 92   |
| 巴塞隆拿       | 2021-22  | 西甲     | 17   | 11   | —    | —    | —      | —      | 6        | 2        | —    | —    | 23   | 13   |
| 巴塞隆拿       | 2022-23  | 西甲     | 1    | 0    | —    | —    | —      | —      | —        | —        | —    | —    | 1    | 0    |
| 巴塞隆拿       | 總計     | 總計     | 18   | 11   | —    | —    | —      | —      | 6        | 2        | —    | —    | 24   | 13   |
| 車路士         | 2022–23  | 英超     | 15   | 1    | 0    | 0    | 0      | 0      | 6        | 2        | —    | —    | 21   | 3    |
| 马赛           | 2023–24  | 法甲     | 34   | 17   | 2    | 1    | —      | —      | 15       | 12       | —    | —    | 51   | 30   |
| 艾卡迪斯亞     | 2024–25  | 沙特职业 | 26   | 12   | 3    | 3    | —      | —      | —        | —        | —    | —    | 29   | 15   |
| 生涯總計       | 生涯總計 | 生涯總計 | 522  | 256  | 37   | 29   | 15     | 5      | 108      | 56       | 5    | 3    | 687  | 349  |

1. 1 2 3 4 5 6  於欧足联欧洲联赛出場
2. 1 2 3 4 5  於歐洲聯賽冠軍盃出場
3. 1 2 3 4  於德國超級盃出場
4. ↑  於英格蘭社區盾出場

### 國家隊上陣次數
最後更新：2025年3月23日
| 加蓬 | 加蓬 | 加蓬 |
| 年份 | 出場 | 入球 |
| ---- | ---- | ---- |
| 2009 | 7    | 2    |
| 2010 | 10   | 3    |
| 2011 | 5    | 0    |
| 2012 | 8    | 4    |
| 2013 | 4    | 3    |
| 2014 | 4    | 2    |
| 2015 | 10   | 5    |
| 2016 | 4    | 2    |
| 2017 | 4    | 2    |
| 2018 | 2    | 1    |
| 2019 | 5    | 1    |
| 2020 | 2    | 1    |
| 2021 | 6    | 3    |
| 2022 | 2    | 1    |
| 2023 | 2    | 0    |
| 2024 | 5    | 3    |
| 2025 | 1    | 2    |
| 總計 | 81   | 35   |

## 榮譽

### 球會
聖伊天
- 法國聯賽盃冠軍：2012–13[75]

 多特蒙德
- 德國足协杯冠軍：2016-17
- 德國超級盃冠軍：2013[76]，2014[77]

 阿森纳
- 歐霸盃亞軍：2018-19
- 英格蘭足總盃冠軍：2019-20[50]
- 英格蘭社區盾冠軍：2020[78]

 巴塞隆拿
- 西班牙甲組足球聯賽冠軍：2022-23[79]

### 個人
- 德甲金靴：2016-17賽季[80]
- 英超每月最佳球員：2018年10月[81]、2019年9月[81]
- 英超金靴：2018-19賽季
- 英格蘭足總盃決賽最佳球員：2020年[82]
- PFA年度最佳陣容：2019-20賽季[83]

## 外部連結
- Soccerway資料庫：皮埃尔-埃默里克·奥巴梅扬